# Kiaijutsu
L'arte del Kiai è un'arte marziale giapponese.
Questo particolare tipo di arte si avvicina più ad un aspetto spirituale e mentale, che ad uno pratico. In quest'arte si raggiungeva l'apice del combattimento senza armi dato che la semplice esternazione della propria forza, senza scontro fisico, era sufficiente per mettere in fuga o sconfiggere l'avversario. Il kiai come l'aiki, si basa sui principi, che ricorrono in molte arti, di armonia ed energia. 
Nello specifico quest'arte era vista come l'impiego della voce umana in combattimento con il duplice effetto di intimorire il nemico e rafforzare il proprio spirito. Le origini di quest'arte sono comuni a molte civiltà e antichissime sebbene raggiunse i livelli massimi nel Giappone feudale e ancora oggi è impiegato in molte discipline marziali.